# Bletilla formosana
Bletilla formosana es una especie de orquídea epifita que es originaria de Asia. 

## Descripción
Son orquídeas de pequeño a mediano tamaño que prefiere el clima fresco, con hábito de epífita creciendo con un tallo erecto, delgado, un poco hinchado basalmente y que lleva entre 3 y 4 hojas linear-lanceoladas. Florece en la primavera y el verano en una inflorescencia terminal, poco densa que abre sucesivamente 1-6  flores.

## Distribución y hábitat
Se encuentra en China, las islas Ryukyu y Taiwán en abiertas laderas pedregosas y cubiertas de hierba o en matorrales delgados en alturas de 500 a 3400 metros. 

## Taxonomía
Bletilla formosana fue descrita por (Hayata) Schltr. y publicado en Repertorium Specierum Novarum Regni Vegetabilis 10(248–250): 256. 1911.
Etimología
Bletilla: nombre genérico que tiene este nombre por su similitud con el género de orquídeas americanas Bletia, pero las orquídeas son más pequeñas.
formosana: epíteto geográfico que alude a su localización en Formosa, ahora conocida como Taiwán.
Sinonimia
- Bletia formosana Hayata	basónimo
- Bletia kotoensis Hayata
- Bletia morrisonicola Hayata
- Bletilla kotoensis (Hayata) Schltr.
- Bletilla morrisonicola (Hayata) Schltr.
- Bletilla striata var. kotoensis (Hayata) Masam.
- Bletilla szetschuanica Schltr.
- Bletilla yunnanensis Schltr.
- Bletilla yunnanensis var. limprichtii Schltr.
- Jimensia formosana (Hayata) Garay & R.E.Schult.
- Jimensia kotoensis (Hayata) Garay & R.F.Schult.
- Jimensia morrisonicola (Hayata) Garay & R.E.Schult.
- Jimensia szetschuanica (Schltr.) Garay & R.E.Schult.
- Jimensia yunnanensis (Schltr.) Garay & R.E.Schult.[3][4]